# Sinner
Sinner – debiutancki album zespołu Drowning Pool.

## Lista utworów
1. "Sinner" – 2:27
2. "Bodies" – 3:21
3. "Tear Away" – 4:14
4. "All Over Me" – 3:13
5. "Reminded" – 3:24
6. "Pity" – 2:52
7. "Mute" – 3:19
8. "I Am" – 3:49
9. "Follow" – 3:20
10. "Told You So" – 3:05
11. "Sermon" – 4:19